# 物部秋持
物部 秋持（もののべ の あきもち、生没年不詳）は、奈良時代の防人。

## 経歴・人物
遠江国長下郡の人物で国造丁。天平勝宝7歳（755年）2月、防人として筑紫に派遣された際に妻を恋しがり詠んだ歌が1首『万葉集』に載る。

## 歌
- 畏きや　命被り　明日ゆりや　草がむた寝む　妹なしにして[1]